# Ozimops
Ozimops és un gènere de ratpenats de la família dels molòssids. Viuen a Austràlia, Indonèsia i Papua Nova Guinea.

## Descripció
Les espècies d'aquest grup són microquiròpters petits i corpulents, amb l'avantbraç de 29-41 mm i un pes de 6-18 g. Les orelles són triangulars, amb la punta arrodonida, i estan separades per 2-4 mm. El trague de l'orella també té la punta arrodonida i la base més ampla. L'antitrague és semicircular o negligible i la pell està engruixida en aquesta part de l'orella. Les orelles, normalment en posició lateral, s'alcen quan el ratpenat està en alerta. El musell és ample, convex i afusat. La part superior del musell està coberta de pèls curts i prims, amb vibrisses curtes intercalades, tot i que manca de les cerres més llargues que es poden observar en un parent seu, el ratpenat cuallarg d'Elery.
Amb excepcions en algunes espècies, especialment Ozimops halli, la fórmula dental és 1/2, 1/1, 2/2, 3/3 = 30. Les espècies que en divergeixen perden la premolar anterior superior d'un costat de la mandíbula, o de tots dos, en els individus madurs.

## Taxonomia
Aquest tàxon fou descrit el 2014 com a subgènere de Mormopterus, separant grups australians després d'estudiar-ne la diversitat i descriure'n noves espècies. Contenia espècies ja conegudes o críptiques de la regió indopapú i un centre de diversitat a l'Austràlia continental. El 2015 fou elevat a la categoria de gènere.